# Sloanea brassii
Sloanea brassii là một loài thực vật có hoa trong họ Côm. Loài này được (O.C. Schmidt) A.C. Sm. miêu tả khoa học đầu tiên năm 1944.